# Brigitte Bourny-Romagné
Brigitte Bourny-Romagné est une écrivaine et consultante spécialisée dans les plantes à parfum.

## Biographie
Après avoir été directrice du marketing pour Yves Rocher, une grande marque de parfums et de cosmétiques orientée vers la nature, elle crée en 1996 « Le Monde en Parfum » qui propose une ligne de parfums axés sur les matières premières et leurs pays d'origine.
Quatre ans plus tard, elle rejoint IFF, société de fragrances et d'arômes, en tant que directrice de création responsable des parfumeur-créateurs de parfums. Ensuite elle est nommée directrice de la prospective sur les essences naturelles.
Après les avoir étudiées dans leur écosystème, elle écrits en 2003 « Secrets de plantes à parfum » aux éditions Milan. Un livre parrainé par le Comité Français du Parfum et consacré à quinze plantes à parfums utilisé dans la fabrication des parfums,.
En janvier 2003, elle crée la société « Parfum in Fabula », spécialisé dans l’audit, la communication et la stratégie d’innovation des marques pour aider les marques à élaborer leurs nouveaux parfums et à enrichir leur communication olfactive.
Elle développe un logiciel pédagogique, outils interactifs pour faire découvrir autrement les parfums de plantes pas comme les autres. On y découvre leur utilisation à travers les civilisations, leur culture, leur transformation, leurs facettes olfactives et les émotions qu'elles procurent aux compositeurs de parfum.
En 2006 elle écrits « Des épices au parfum » aux éditions Aubanel, un livre qui raconte l’histoire des épices à travers les siècles et les civilisations et décrits leur utilisation dans les parfums,.
Elle donne des conférences pour des marques et dans le cadre d’ateliers olfactifs créés à l’instigation de Thierry Mugler Parfum (2005) et destinés au grand public.
Elle est aussi vacataire à l’École Polytechnique dans le master « management de l’innovation ».